# Andrzej Łatka
Andrzej Łatka (ur. 31 października 1962 w Grybowie) – polski piłkarz, napastnik; młodzieżowy wicemistrz Europy U-18 z 1981 roku.
Wychowanek Grybovii Grybów. Później występował w klubach: 
- Sandecja Nowy Sącz
- Stal Mielec
- Motor Lublin
- Legia Warszawa
- Polonia Warszawa
- Pelikan Łowicz
- Olimpia Warszawa
- Pilica Białobrzegi

Karierę piłkarską zakończył w 1998 roku.